# Transtorno da compulsão alimentar periódica
O transtorno da compulsão alimentar periódica (TCAP) (do inglês binge eating disorder) é caracterizado pela ingestão de grande quantidade de alimentos em um período de tempo delimitado (até duas horas), acompanhado da sensação de perda de controle sobre o que se come ou o quanto se come. Para caracterizar o diagnóstico, esses episódios devem ocorrer pelo menos dois dias por semana nos últimos seis meses, associados a algumas características de perda de controle e não acompanhados de comportamentos compensatórios extremos para a perda de peso como vômito e laxantes (pois nesse caso se classifica como bulimia).

## Sintomas

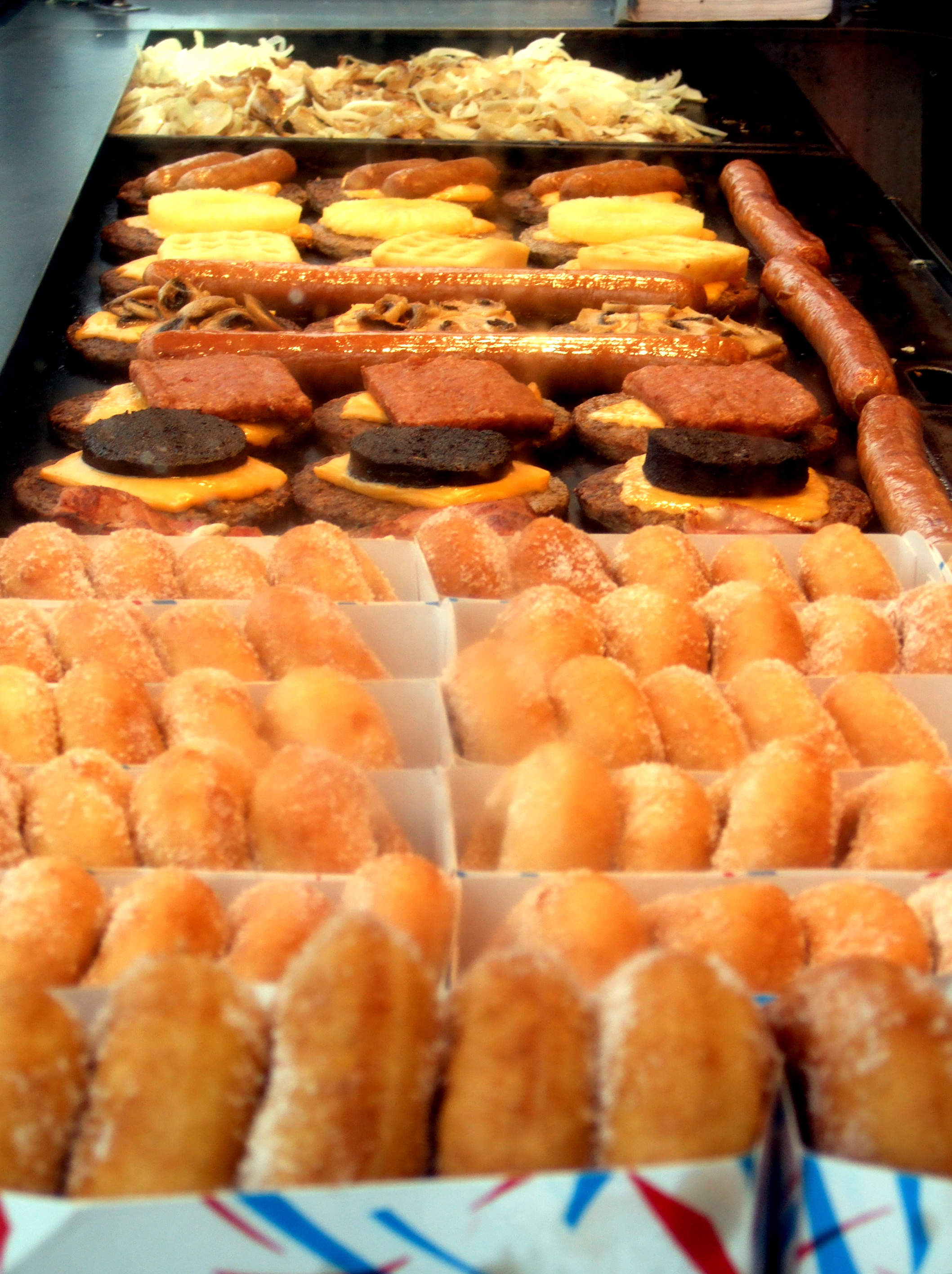
Na TCAP ocorrem episódios de compulsão alimentar pelo menos 2 vezes por semana por mais de 6 meses

Além da sensação de perda de controle e da quantidade de alimento consumido a compulsão alimentar  frequentemente também é acompanhada por sentimentos de angústia subjetiva, incluindo vergonha, nojo e/ou culpa. Os pacientes com TCAP possuem autoestima mais baixa, tem um lócus de controle mais externo e preocupam-se mais com o peso e a forma física do que outros indivíduos que também possuem sobrepeso mas não possuem o transtorno. Das pessoas com TCAP, 78.9% possuem algum outro diagnóstico psiquiátrico de eixo I (como depressão, transtorno bipolar e/ou transtornos de ansiedade). Estima-se que 27 a 47% dos pacientes que fazem cirurgia bariátrica tenha esse transtorno. Pacientes com transtorno do pânico são mais vulneráveis a desenvolver compulsão alimentar como forma de aliviar sua ansiedade. De forma semelhante, pacientes com transtornos de humor podem desenvolver compulsão alimentar como enfrentamento emocional ineficaz para lidar com suas emoções.

## História
Foi descrito pela primeira vez por Stunkard em 1959 e incluído no DSM IV em 1994 como F50-transtorno alimentar assim como a anorexia e bulimia.

## Prevalência

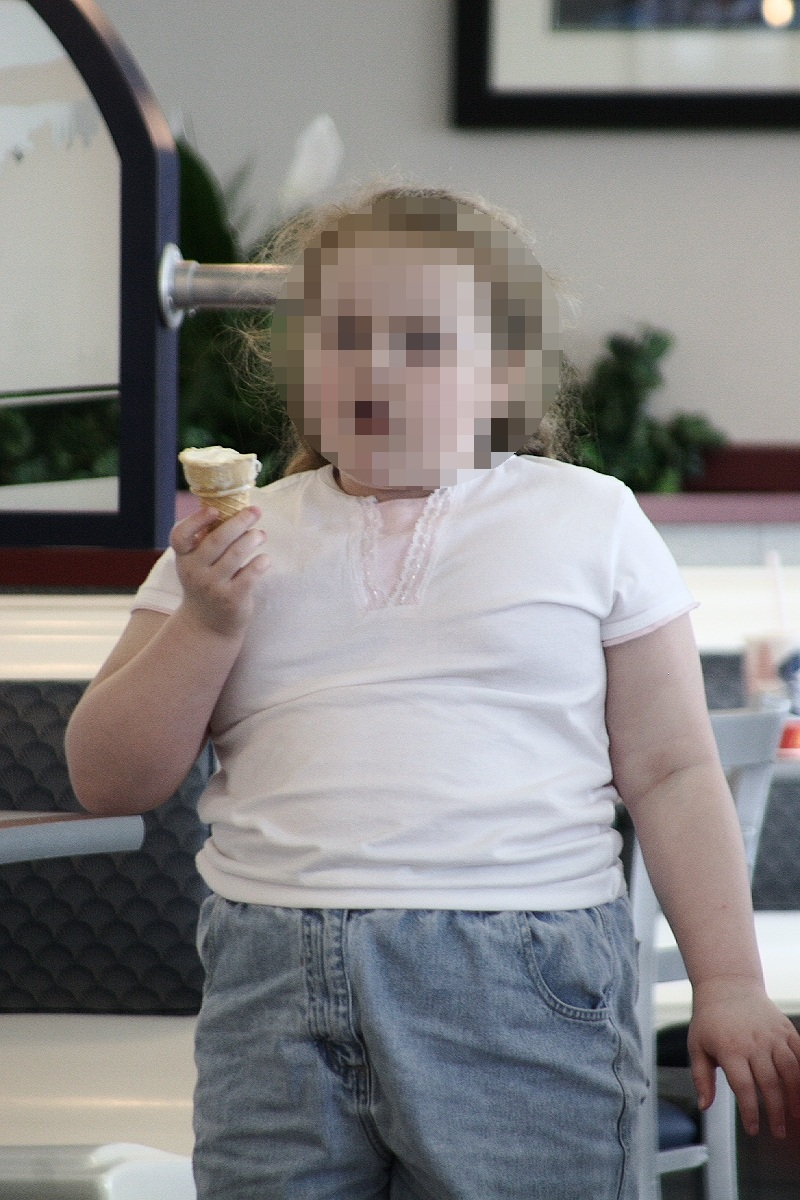
Assim como os outros transtornos alimentares, o TCAP geralmente começam na infância, por influência da família e mulheres são as mais afetadas

Nos EUA afeta 3.5% das mulheres e 2% dos homens, estando fortemente correlacionado aos consumidores de tratamentos para perda de peso como lipoaspiração e spa para emagrecer (cerca de 30% nos EUA). Sem tratamento psicológico, nutricional e médico a maioria eventualmente abandona quaisquer esforços de fazer dieta em razão de fracassos repetidos e acabam com sérias consequências para sua saúde. No Brasil cerca de 15% dos obesos mórbidos e 49% dos obesos que procuram tratamento para emagrecer possuem esse transtorno. No mundo,  a prevalência estimada de TCAP na população geral pode variar de 1,5 a 5% e em amostras clínicas de pacientes obesos encontra-se em torno de 7,5 a 30%.

## Diagnóstico
A escala americana Binge Eating Scale para diagnosticar esse transtorno foi traduzida e validada para o Brasil em 2002 com o nome de Escala de Compulsão Alimentar Periódica.

### Diagnósticos diferenciais
O TCAP diferencia-se da hiperfagia, outra definição usada pela OMS para compulsão alimentar periódica, por não necessariamente estar associado a um evento traumático. Assim como outros transtornos alimentares, o TCAP geralmente começa na infância ou na adolescência por influência da família, de fatores hereditários, ambientais e sócio culturais.
Apesar de concordarem que o TCAP é uma psicopatologia séria, ainda existem médicos que consideram ela como sendo apenas uma forma de bulimia não-purgativa e que não é necessário utilizar essa terminologia. Por outro lado, alguns médicos defendem essa distinção pois dividir grandes quantidades de indivíduos em um diagnóstico mais específico ajuda a formular um tratamento mais eficaz e serve para prever o tipo de resposta e prognóstico a diferentes tratamentos.
Alguns autores propuseram que o TCAP na verdade seria um tipo de transtorno obsessivo-compulsivo, porém, a análise da comorbidade entre esses dois transtornos identificou que a resposta medicamentosa é diferente, com um transtorno podendo persistir sem o outro, indicando que se trata de transtornos independentes. Além disso TOC, mesmo sendo um transtorno de ansiedade, não é uma comorbidades comum.

## Tratamento
Existem três classes de medicamentos mais utilizadas no tratamento TCAP. O tratamento mais frequente são feitos com antidepressivos, especialmente os inibidores seletivos de recaptação da serotonina (ISRS), que também servem para tratar os mais prováveis transtornos associados (depressão, ansiedade e TOC). Os ISRS (como fluoxetina, fluvoxamina, sertralina e o citalopram) têm sido descritos como capazes de reduzir significativamente o comportamento de compulsão alimentar e o peso. Mais recentemente, a sibutramina, um agente antiobesidade, e o topiramato, um agente neuroterapêutico, também demonstraram sua eficácia em testes duplo-cego com placebo.
A terapia cognitivo-comportamental (TCC) mostrou-se eficaz na manutenção da redução da frequência da compulsão alimentar (72% no final do tratamento e 64% após um ano) e no desaparecimento dos sintomas (remissão) (41% no final do tratamento e 33% após um ano). Em outro estudo os pacientes que mantiveram remissão durante o seguimento perderam 6,4 kg; os com manutenção parcial perderam 4,1 kg; enquanto os que apresentaram recaída ganharam 0,4 kg no seguimento. Os resultados foram melhores quando houve adesão a exercícios físicos regulares e terapias de manutenção nos 6 meses posteriores (61% de remissão). Em vários estudos com TCC são observadas melhoras na autoestima, nas dificuldades interpessoais, no humor e na qualidade de vida, além de um aumento do sentimento subjetivo de bem estar porém com sem reduções significativas no peso corporal.
A terapia humanista teve desempenho bastante inferior a TCC com remissão de 29,4% ao final do tratamento e de 17,6% três meses depois.
Ainda faltam estudos mostrando a eficácia da psicoterapia combinada com medicamentos, exercícios regulares e acompanhamento nutricional porém este provavelmente é o tratamento mais eficaz.